# Gimme Love
Gimme Love (en español: «Dame amor») es una canción del cantautor australiano-japonés Joji. Fue lanzado el 16 de abril de 2020 a través de la disquera 88rising, como el tercer sencillo del segundo álbum de estudio de joji Nectar.

## Composición
La pista se compone de dos partes. La primera mitad, producido por Joji, lo describió como «himno de pop pegajoso con voces inquietantes», mientras que la segunda mitad, producido por Bēkon and The Donuts, lo describieron como «sombría» y «orquestal».

## Posicionamiento en listas
| Posición (2020)                | Mejor Posición |
| ------------------------------ | -------------- |
| Australia (ARIA)               | 68             |
| Canadá (Canadian Hot 100)      | 82             |
| New Zealand Hot Singles (RMNZ) | 4              |
| Reino Unido (UK Singles Chart) | 86             |